# Testimoni de càrrec (sèrie de televisió)
Testimoni de càrrec (originalment en anglès, The Witness for the Prosecution) és una sèrie de televisió de thriller britànica de 2016 emesa a BBC One. El programa de dues parts va ser adaptat per Sarah Phelps i dirigit per Julian Jarrold i està basat en el conte homònim d'Agatha Christie. La trama ampliada es basa en la història breu original de Christie amb el final original, que és diferent del de les versions anteriors, inclosa la versió cinematogràfica de Billy Wilder de 1957. S'ha doblat al català oriental per a TV3, que va emetre-la per primer cop el 25 de juliol de 2020, i al valencià per a À Punt l'estiu de 2021.

## Repartiment
- Billy Howle com a Leonard Vole, acusat
- Andrea Riseborough com a Romaine Heilger, la parella d'en Leonard Vole
- Monica Dolan com a Janet McIntyre, criada
- Kim Cattrall com a Emily French, víctima
- Toby Jones com a John Mayhew, advocat
- David Haig com a Charles Carter, advocat
- Tim McMullan com a Hugo Meredith, fiscal
- Robert East com a Greville Parris, jutge
- Dorian Lough com el detectiu Breem
- Hayley Carmichael com a Alice Mayhew, la dona d'en John Mayhew
- Paul Ready com a Tripp